# Frâncușă
Frâncușa este un soi românesc de viță de vie, originar din podgoriile Cotnari. Vinul rezultat este alb, sec, lipsit de zaharuri, cu o identitate ușor de recunoscut prin nota vioaie susținută de o bună aciditate. Culoarea variază între galben-pal și galben-verzui. Are o aroma vegetală de strugure pârguit și un gust echilibrat și consistent.